# Mathieu Cachbach
Mathieu Cachbach, né le 23 mai 2001 à Arlon en Belgique, est un footballeur belge qui joue au poste de milieu de terrain à l'Olympic de Charleroi.

## Biographie

### En club

#### Jeunesse et formation
Né à Arlon en Belgique, Mathieu Cachbach découvre le football à l'AS Nothomb-Post, club de la commune d'Attert. En 2010, il rejoint le cador de la Province de Luxembourg, le Royal Excelsior Virton. Il est ensuite repéré par le club français du FC Metz évoluant en Ligue 2, où il achève sa formation. 

#### FC Metz
D'abord incorporé à l'équipe réserve, Mathieu Cachbach dispute huit rencontres en National 3 et est champion du groupe Grand-Est à l'issue de la saison 2019-2020. La saison suivante, en National 2, il participe à nouveau à huit rencontres et inscrit un but. Il signe son premier contrat professionnel le 9 juin 2021. Malheureusement pour lui, il ne rentre pas dans les plans de l'entraîneur Frédéric Antonetti et se voit prêté au RFC Seraing pour la saison 2021-2022. Il ne jouera qu'un seul match avec les Grenats, le 30 juillet 2022 lors d'une victoire 3-0 face à l'Amiens SC en championnat.

#### RFC Seraing
Le 2 juillet 2021, Mathieu Cachbach est donc prêté au RFC Seraing et il fait ses débuts dans l'élite le 21 août 2021, lors d'une victoire 2-1 contre le Cercle Bruges en Jupiler Pro League. Le 31 août 2022, il s'engage définitivement pour le club belge. Relégué à l'issue de la saison 2022-2023, il inscrit son premier but professionnel le 11 août 2023, lors de la rencontre de Challenger Pro League s'achevant sur une victoire 3-0 face au SL16 FC, l'équipe U23 du Standard de Liège.

#### Olympic CC
Libre de tout contrat depuis la fin de la saisons, il signe le 23 juillet 2025 à l'Olympic de Charleroi, fraîchement promu en Division 1B.

## Statistiques

### En club
| Saison                | Club                  | Championnat           | Championnat | Championnat | Championnat | Coupe(s) nationale(s) | Coupe(s) nationale(s) | Coupe(s) nationale(s) | Autres compétitions | Autres compétitions | Autres compétitions | Autres compétitions | Total | Total | Total |
| Saison                | Club                  | Division              | M.          | B.          | P.d.        | M.                    | B.                    | P.d.                  | Comp.               | M.                  | B.                  | P.d.                | M.    | B.    | P.d.  |
| 2019-2020             | FC Metz rés.          | National 3            | 8           | 0           | 0           | -                     | -                     | -                     | -                   | -                   | -                   | -                   | 8     | 0     | 0     |
| 2020-2021             | FC Metz rés.          | National 2            | 8           | 1           | 0           | -                     | -                     | -                     | -                   | -                   | -                   | -                   | 8     | 1     | 0     |
| Sous-total            | Sous-total            | Sous-total            | 16          | 1           | 0           | -                     | -                     | -                     | -                   | -                   | -                   | -                   | 16    | 1     | 0     |
| 2021-2022             | RFC Seraing (prêt)    | Division 1A           | 15          | 0           | 1           | 2                     | 0                     | 0                     | PO3                 | 2                   | 0                   | 0                   | 19    | 0     | 1     |
| 2022-2023             | FC Metz               | Ligue 2               | 1           | 0           | 0           | -                     | -                     | -                     | -                   | -                   | -                   | -                   | 1     | 0     | 0     |
| 2022-2023             | RFC Seraing           | Division 1A           | 25          | 0           | 3           | 3                     | 0                     | 0                     | -                   | -                   | -                   | -                   | 28    | 0     | 3     |
| 2023-2024             | RFC Seraing           | Division 1B           | 29          | 1           | 3           | 1                     | 0                     | 0                     | -                   | -                   | -                   | -                   | 30    | 1     | 3     |
| 2024-2025             | RFC Seraing           | Division 1B           | 25          | 2           | 2           | 2                     | 0                     | 0                     | -                   | -                   | -                   | -                   | 27    | 2     | 2     |
| Sous-total            | Sous-total            | Sous-total            | 79          | 3           | 8           | 6                     | 0                     | 0                     | -                   | -                   | -                   | -                   | 85    | 3     | 8     |
| 2025-2026             | Olympic CC            | Division 1B           | 2           | 0           | 0           | -                     | -                     | -                     | -                   | -                   | -                   | -                   | 2     | 0     | 0     |
| Total sur la carrière | Total sur la carrière | Total sur la carrière | 113         | 4           | 9           | 8                     | 0                     | 0                     | -                   | 2                   | 0                   | 0                   | 123   | 4     | 9     |

## Palmarès

### En club
| FC Metz rés. - Championnat de France de National 3 : - Champion : 2020 |